# Antonio Trashorras
Antonio Trashorras Serrano (Madrid, 1969) es un director, productor y guionista de cine y televisión de España.

## Trayectoria
Es licenciado en Ciencias Económicas y Empresariales y en Periodismo. Ha trabajado en cine y televisión desde 1992, al igual que coimpulsó, junto a Javier Olivares, el sello alternativo Malasombra Ediciones en 1994, con el que publicaron Mamá, mira lo que he hecho y produjeron para Camaleón Ediciones Rayos y Centellas y Terra Incognita.
Ha intervenido en la dirección, producción y escritura de guiones de series como Los Serrano, El comisario, Plaza de España, Verguenza, Lena, Justo antes de Cristo, Mira lo que has hecho, Arde Madrid o Vida perfecta, programas de entretenimiento de diversos formatos, como La Hora Chanante, No va +, D-Calle y Torrente 2: Misión en Marbella, entre otros, y guiones de largometrajes como El espinazo del diablo de Guillermo del Toro, Los Totenwackers de Ibon Cormezana, Lena de Gonzalo Tapia y Agnosia de Eugenio Mira.
Además, ha sido coordinador de programas especiales para Canal Plus, director de contenidos de Paramount Comedy, crítico de cine de la revista Fotogramas y del diario El País, jefe de desarrollo de la productora Drive TV y director del área de ficción de BocaBoca Producciones. Actualmente es el director de contenidos de la productora Hill Valley, al frente de Muchachada Nui, La hora de José Mota o Museo Coconut. En 2011 debuta en la dirección de cine con El callejón y en 2015 dirige su segundo largometraje Anabel, ganador del premio Noves Visions del festival de Sitges y del premio a la Mejor Película en el festival de Albacete.